# Charlottetown Islanders
Die Charlottetown Islanders sind ein kanadisches Junioren-Eishockeyteam aus Charlottetown, Prince Edward Island, das in der Ligue de hockey junior majeur du Québec spielt. Seine Heimspiele trägt das Franchise im Charlottetown Civic Centre aus.

## Geschichte
Das Team wurde 1999 in Montreal, Québec gegründet, wo es als Montréal Rocket in der LHJMQ spielte. 2003 folgte schließlich der Umzug von Montreal nach Charlottetown, wo die Mannschaft bis zum Ende der Saison 2012/13 unter dem Namen P.E.I. Rocket auf dem Eis stand. Benannt wurde das Team nach Maurice Richard, einem ehemaligen Spieler der Montréal Canadiens, der unter dem Spitznamen "The Rocket" (Die Rakete) bekannt war. Seine berühmte Rückennummer 9 ist zudem im Teamlogo der Rocket enthalten. Einer der NHL-Spieler, die in ihrer Juniorenzeit bei den Rocket spielten, ist Maxim Lapierre, der größte Erfolg des Franchises in der LHJMQ war das Erreichen des Conference-Viertelfinals 2004.
Vor Beginn der Saison 2013/14 wurde das Team an einen neuen Besitzer verkauft und in Charlottetown Islanders umbenannt.

## Spielzeiten
| Saison  | Sp | S   | N  | U/SON | OTN | Pkt | Pct % | T   | GT  | Platzierung          | Play-Offs                |
| ------- | -- | --- | -- | ----- | --- | --- | ----- | --- | --- | -------------------- | ------------------------ |
| 2003/04 | 70 | 40  | 19 | 5     | 6   | 91  | 0.607 | 251 | 189 | 3. Atlantic Division | Conference-Viertelfinale |
| 2004/05 | 70 | 24  | 39 | 7     | 0   | 55  | 0.393 | 198 | 260 | 4. Atlantic Division | nicht qualifiziert       |
| 2005/06 | 70 | 25  | 38 | 3     | 4   | 57  | 0.357 | 221 | 304 | 7. East Division     | 1. Runde                 |
| 2006/07 | 70 | 36  | 28 | 6     | 2   | 80  | 0.514 | 278 | 250 | 4. East Division     | 1. Runde                 |
| 2007/08 | 70 | 30  | 36 | 2     | 2   | 64  | 0.429 | 243 | 287 | 7. East Division     | 1. Runde                 |
| 2008/09 | 68 | 26  | 32 | 5     | 5   | 62  | 0.382 | 229 | 243 | 4. Atlantique        | 1. Runde                 |
| 2009/10 | 68 | 35  | 25 | 6     | 2   | 78  | 0.515 | 215 | 224 | 4. Atlantic          | 1. Runde                 |
| 2010/11 | 68 | 33  | 26 | 6     | 3   | 75  | 0.485 | 217 | 220 | 4. Maritimes         | 1. Runde                 |
| 2011/12 | 68 | 19  | 43 | 4     | 2   | 44  | 0.324 | 205 | 320 | 6. Maritimes         | nicht qualifiziert       |
| 2012/13 | 68 | 41  | 23 | 1     | 3   | 86  | 0.632 | 262 | 229 | 3. Maritimes         | 1. Runde                 |
| 2013/14 | 68 | 216 | 39 | 5     | 3   | 50  | 0.368 | 186 | 256 | 5. Maritimes         | 1. Runde                 |

Legende zur Saisonstatistik: GP oder Sp = Spiele insgesamt; W oder S = Siege; L oder N = Niederlagen; T oder U = Unentschieden; OTS = Siege nach Verlängerung (Overtime);  OTN oder OL = Overtime-Niederlagen; SOS = Shootout-Siege; SOL oder SON = Shootout-Niederlagen; P oder Pkt = Punkte; Pct % = Siege in %; GF oder T = Tore; GA oder GT = Gegentore

## Team-Rekorde

### Karriererekorde
Spiele: 266  Ben Duffy
Tore: 106  David Laliberté
Assists: 143  Marc-André Gragnani
Punkte: 231  Ben Duffy
Strafminuten: 497  Jimmy Bonneau